# Мазин аль-Касби
Мазин Масуд Дарвиш аль-Касби (араб.  مازن بن مسعود الكاسبي‎; родился 27 апреля 1993 года, Маскат, Оман) — оманский футболист, вратарь.

## Клубная карьера
Мазин аль-Касби начал свою профессиональную карьеру футболиста в 2009 году в оманском клубе «Аль-Сиб», воспитанником которого он является.
28 июля 2013 года голкипер, проведя за 4 года 51 встречу за «Аль-Сиб», подписал контракт с клубом «Фанджа». В сезоне 2013/14 Мазим выиграл со своей командой серебряные медали чемпионата Омана и стал обладателем кубка Омана. 4 августа 2014 года игрок продлили сотрудничество с «Фанджой» ещё на 1 год.

## Международная карьера
Мазин аль-Касби выступает за сборную Омана по футболу с 2012 года. Дебютировал в составе сборной 8 ноября 2012 года в товарищеском матче против сборной Эстонии.. В составе сборной принимал участие в матчах Чемпионата Федерации футбола Западной Азии 2012, Кубка наций Персидского залива 2013, Чемпионате Федерации футбола Западной Азии 2014, отборочных играх к чемпионата мира в Бразилии, Кубка наций Персидского залива 2014. Он был включён в заявку сборной на Кубок Азии 2015, однако на турнире не провёл ни одной из 3 встреч своей команды, уступив место в воротах более опытному Али аль-Хабси.

## Достижения
Фанджа:
- Обладатель кубка Омана: 2013/14